# Puerto del Cajón
El puerto del Cajón (en inglés: Cajon Pass), a una altitud de 1151 m (3777 ft), es un puerto de montaña entre la sierra de San Bernardino y la sierra de San Gabriel en el sur de California en los Estados Unidos.
Fue creado por los movimientos de la falla de San Andrés. 
El paso al desierto de Mojave es un eslabón importante de los alrededores, del área del gran San Bernardino para el "Victor Valley", y al noreste del valle de Las Vegas.

## Carretera y ferrocarril
"Cajon Pass" está a la cabeza de Cañón Horsethief, atravesado por la carretera "California State Route 138" (SR 138) y las vías del ferrocarril propiedad de BNSF Railway y Unión Pacific Railroad. Mejoras de ferrocarril en 1972 redujeron su elevación máxima de alrededor de 3829 pies (1167,1 m) a 3777 pies (1151,2 m) al tiempo que reduce la curvatura. 
La Interestatal 15 no atraviesan Cajon Pass, sino más bien el cercanoCajon Summit, 34°20′58″N 117°26′47″O / 34.34944, -117.44639, altura de 4190 pies (1277,1 m). Sin embargo, toda la zona incluyendo "Cajon Pass" y "Cajon Summit" a menudo se llama colectivamente "Cajon Pass". A veces, toda la zona se llama Cajon Pass, pero se hace una distinción entre Cajon Pass y Cumbre Cajón más detalladamente.

## Mormon Rocks
En 1851, un grupo de colonos mormones liderados por Amasa M. Lyman y Charles C. Rich viajaron a través del paso de Cajón en carromatos en su camino desde Salt Lake City al sur de California. Una prominente formación de rocas en el paso, donde el sendero Mormón y la combinación de tren (en 34.3184, -117.4920, cerca de la curva de Sullivan), se conoce como "Mormon Rocks".

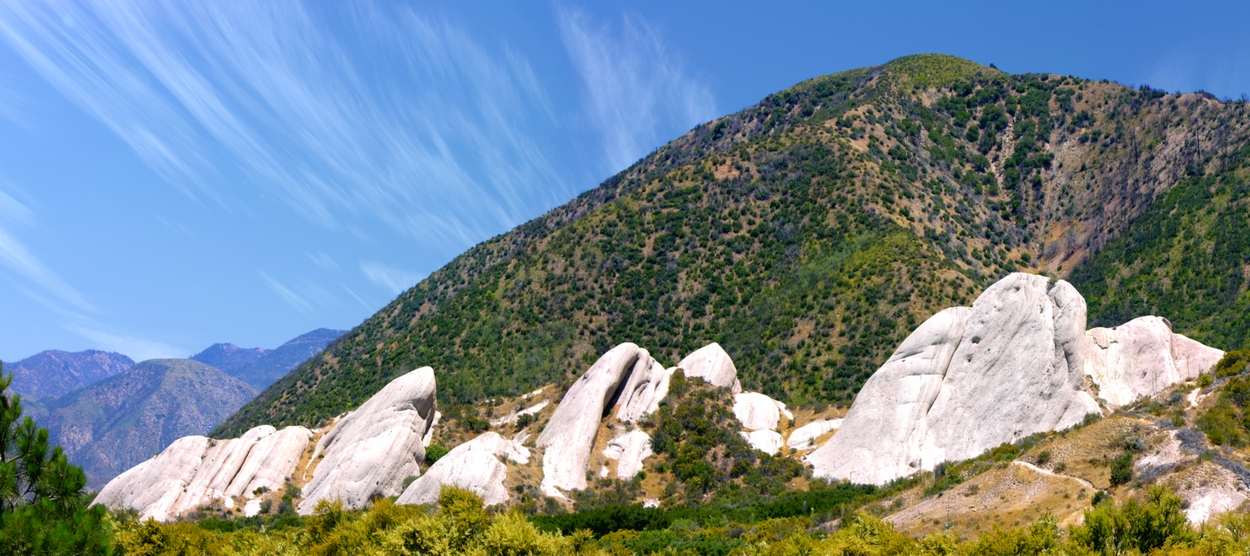
Situado en la carretera 138 y el cruce de la Interestatal 15, las rocas mormones son la evidencia visual de la falla de San Andrés que yace bajo la superficie de California
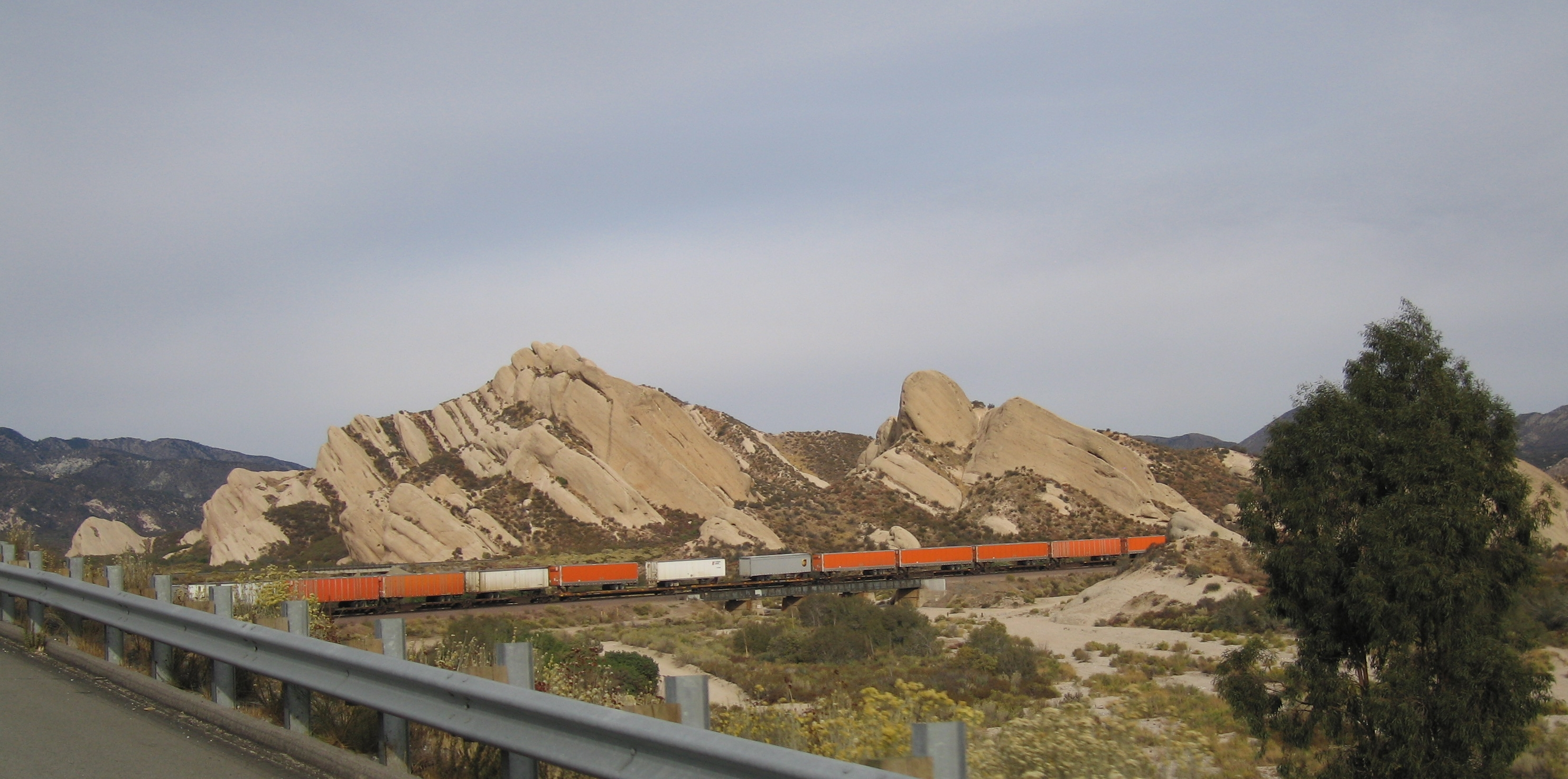
Las "Mormon Rocks".